# 276 Adelheid
Adelheid (định danh hành tinh vi hình: 276 Adelheid) là một tiểu hành tinh tối nằm ở vòng ngoài cùng của vành đai chính. Ngày 17 tháng 4 năm 1888, nhà thiên văn học người Áo Johann Palisa phát hiện tiểu hành tinh Adelheid khi ông thực hiện quan sát ở Viên và hiện không rõ nguồn gốc tên của nó.